# ST 警視廳科學特搜班
《ST 警視廳科學特搜班》，是日本小說作家今野敏編寫的警察推理小說系列，1998年起開始刊載。2013年4月日本電視台將故事改編成單發電視劇，由藤原龍也與岡田將生主演。2014年7月電視台再將故事改編成連續劇，並繼續沿用單發電視劇的演員陣容，7月16日起逄週三晚上十時播映。隨後同年8月6日宣佈電影化，電影於2015年1月10日上映。

## 登場人物

### 警視廳

#### 科學特別搜查班 （ST）
- 赤城左門（法醫學專門、領導）：藤原龍也（粵語配音：簡懷甄）
- 百合根友久（隊長）：岡田將生（粵語配音：梁皓翔）
- 青山翔（犯罪心理學專門）：志田未来（粵語配音：姜嘉蕾）
- 結城翠（物理學專門）：蘆名星（粵語配音：王慧珠）
- 黑崎勇治（化學專門）：窪田正孝
- 山吹才藏（化學專門）：三宅弘城（粵語配音：黃志成）

#### 刑事部搜查一課
- 菊川吾郎（搜查官）：田中哲司（粵語配音：翟耀輝）
- 筒井桃子（菊川的拍檔）：柴本幸（粵語配音：鄭家蕙）
- 牧村真司（搜查官）：水上劍星
- 池田草介（管理官、與百合根同期）：林遣都（粵語配音：李家傑）
- 松戶紫織（理事官、ST監查役）：瀨戶朝香（粵語配音：周文瑛）
- 三枝俊郎（原参事官、Cafe'3店主）：渡部篤郎  ( 粵語配音 : 楊智聰(阿朗) )

##### 每集角色

###### 第一集
- 岩谷慎太郎（八神的男友、實業家）：升毅（粵語配音：黃志成）
- 八神秋子（潮流模特兒）：加藤夏希（粵語配音：周文瑛）
- 渡部卓也（八神的經理人）：湯江健幸
- 渕田仁美（模特兒，八神的競爭對手）：矢吹春奈（粵語配音：鄭家蕙）
- 篠崎治（露宿者）：田口主將
- 笹本雅彦（狗仔隊攝影記者）：杉内貴
- 杉田英吉（騷擾八神的跟蹤狂）：小谷昌太郎
- 酒吧老闆：Funky加藤[1]

###### 第二集
- 廣塚章太 / 大畑昭夫（輕小說作家）：忍成修吾（幼少期：石塚獅櫻）
- 大畑章夫（公寓管理人）：中山仁
- 山田修（原文具製造商社員）：大沼遼平

###### 第三集
- 内藤茂太（黑崎的朋友、基本演員）：石垣佑磨
- 向井卓也（夏目會幹部）：松田賢二
- 荒木健介（極央組組長）：岡田正典
- 齊藤瑪莉（陪舞小姐）：小田麻美
- 風月場所媽媽桑：上野夏妃

###### 第四集
- 町田智子（苦樂苑教徒）：須藤理彩（少女期：北村海歩）
- 阿久津昇觀（苦樂苑教祖）：松田悟志
- 篠崎雄介（阿久津的大弟子）：鈴木一真
- 山縣佐知子（阿久津的秘書）：霧島麗香
- 園田健（屬篠崎一派的苦樂苑教徒）：山中良弘
- 吉野孝（屬篠崎一派的苦樂苑教徒）：庭野純平
- 田中聰美（苦樂苑教徒、園田的女友）：入矢麻衣
- 工藤香織（苦樂苑教徒、吉野的女友）：鈴木麻愛
- 永井明美（苦樂苑教徒）：飯尾弘子
- 村田和義（苦樂苑教徒）：古川康

###### 第五集
- 上原毅彦（「章魚製作」AD）：笠原秀幸
- 安達春輔（靈異工作者）：阪田雅信
- 水木優子（靈異節目主持）：逢澤莉娜
- 千葉光義（「章魚製作」導演）：吉野容臣
- 細田康夫（「章魚製作」製作人）：吉永秀平
- 戶川一郎（「章魚製作」AD）：鈴木勝吾
- 小山信明（中央工科大學物理學部教授）：花花前浩一
- 山田稔（事發公寓401號室住客、DJ阿稔）：Bro.TOM

###### 第六集
- 平戶憲弘（政和大學醫院内科呼吸科醫生）：柏原收史
- 小山梓（政和大學醫院實習醫生）：岩田小百合
- 大越隆太郎（政和大學醫院綜合内科主任教授）：長谷川初範
- 武藤真紀（武藤的妻子）：宮澤美保
- 武藤嘉和（醫療疏失的受害者）：濱野貴博
- 城間知美（政和大學醫院護士）：小林樹奈子

###### 第七集
- 柚木響子（小提琴家）：黑坂真美
- 辛島秋仁（東都音樂大學職員）：姜暢雄
- 福島玲子（東都音樂大學客席講師）：關惠美
- 大野伸一郎（音樂製作人）：羽場裕一
- 小松貞夫（東都音樂大學教授）：下總源太朗

###### 第八集
- 新島泰弘（青南大學犯罪心理學教授、春名的丈夫）：西岡德馬
- 新島春名（優名的母親、跟蹤狂殺人事件受害者家屬）：高橋瞳
- 冬木佳子（啟介的母親、傷害致死事件受害者家屬）：宮地雅子
- 田所順（7年前的傷害致死事件兇手）：金井俊太郎
- 小林榮太（4年前的跟蹤狂殺人事件嫌疑犯）：藤波將

###### 第九、十集
- 湯原圭太（原埼玉縣警察搜查官、與三枝同期）：石黑賢
- 關本雄藏（埼玉縣警察搜查官）：葛山信吾
- 冰川涼介（健身室持槍脅持事件犯人）：真島秀和（第九集）
- 野村佳代子（冰川的前妻）：肘井美佳（第九集）
- 鮫島賢一（原埼玉縣警察搜查官、小金井身邊的護衛）：土師正貴
- 倉地久則（桃太郎事件第一受害者、高校教師）：奧原邦彦
- 泉田真知子（桃太郎事件第二受害者、美容產品公司經營者）：新田榮美
- 畑山錄太郎（桃太郎事件第三受害者、作家）：下原浩二
- 小金井誠（桃太郎事件第四受害者、連鎖餐廳經營者）：長谷川公彦
- 倉地靜江（倉地的妻子）：鯉沼朱鷺（第九集）
- 吉村聖子（姦殺女警官事件受害者）：淺田光（第十集）
- 天木新平（3個月前的桃太郎事件受害者）：蒲池貴範（第十集）
- 關本麻衣（關本的妻子）：石堂夏央（第十集）

## 電視劇

### ST 警視廳科學特搜班
2013年4月10日日本時間21:00－23:08於日本電視系播放故事的單發電視劇版，由藤原龍也與岡田將生主演。隨著電視台於2014年再製作連續劇版，單發電視劇版的藍光DVD於同年7月2日起發售。

#### 演出角色
- 赤城左門：藤原龍也
- 百合根友久：岡田將生
- 青山翔：志田未來
- 結城翠：蘆名星
- 黑崎勇治：窪田正孝
- 山吹才藏：三宅弘城
- 高垣刑事：夕輝壽太
- 高梨組長：山田明鄉
- 池田厚作：林遣都
- 菊川吾郎：田中哲司
- 三枝俊郎：渡部篤郎

#### 工作人員
- 編劇：渡邊雄介
- 導演：佐藤東彌
- 主題曲：0.8秒與衝撃。「kama-boko」
- 開場旁白：神谷浩史[4]
- 選曲：志田博英
- 特殊化妝：藤原鶴聲
- 特殊效果：杉谷政次
- 「GACKY君」設計及造型：
- 劇中格鬥指導：佐佐木修平
- 罪犯側寫顧問：桐生正幸
- 警察顧問：尾崎祐司
- 監製：神藏克、大平太
- 製作人：森雅弘（AXON）、大野哲哉（日本電視台）
- 協助製作：AXON
- 製作著作：日本電視台

### ST 紅與白的搜查檔案
單發劇版於2013年播映完畢後，日本電視台決定翌年再製作連續劇版，劇集改以《ST 紅與白的搜查檔案》（日語：映画 ST 赤と白の捜査ファイル）的名稱，在2014年7月16日開始於每週三晚日本時間22:00 - 23:00於日本電視系「週三連續劇」時段內播出。
劇集繼續由藤原龍也與岡田將生主演。本劇廣告標語為「無法解釋的事件儘管交給那兩個人! 正因互相對立，卻可成為最強的夥伴。」。

#### 工作人員
- 原作：今野敏《ST 警視廳科學特搜班》系列（講談社文庫刊）
- 編劇：渡邊雄介、水無月友子、真野勝成、大口幸子、深澤正樹、及川真實、夏川朋子
- 音樂：木村秀彬
- 導演：佐藤東彌、長沼誠（AXON）、山下學美
- 主題曲：Funky加藤 《太陽》（DREAMUSIC）[1]
- 助理導演：田部井稔、工藤貴紀、木村修、安食大輔
- 音樂製作人：志田博英
- 背景標題：松井夢壮
- 特殊化妝：松井祐一
- 動作協調：FC計劃
- 「GACKY君」設計及造型：
- 罪犯側寫顧問：桐生正幸
- 警察顧問：尾崎祐司
- 科學搜查顧問：山崎昭、古山翔平
- 法醫學顧問：内内崎西作、高木徹也
- 醫療顧問：堀繪理加
- 科學顧問：岩尾徹
- 佛學指導：天野證範
- 法律顧問：Adire法律事務所
- 企劃協助：河野治彦
- 監製：伊藤響
- 製作人：森雅弘（AXON）
- 製作人協助：吉川惠美子、茂山佳則
- 助理製作人：加藤晶子、岡宅真由美、鈴木亞希乃
- 協助製作：AXON
- 製作著作：日本電視台

#### 收視率
| 集數                                                          | 播出日        | 副標題 | 劇本              | 導演     | 收視率 |
| ------------------------------------------------------------- | ------------- | ------ | ----------------- | -------- | ------ |
| 第1集                                                         | 2014年7月16日 |        | 渡邊雄介          | 佐藤東彌 | 13.6%  |
| 第2集                                                         | 2014年7月23日 |        | 渡邊雄介          | 佐藤東彌 | 11.4%  |
| 第3集                                                         | 2014年7月30日 |        | 渡邊雄介          | 佐藤東彌 | 13.1%  |
| 第4集                                                         | 2014年8月6日  |        | 真野勝成          | 佐藤東彌 | 12.6%  |
| 第5集                                                         | 2014年8月13日 |        | 大口幸子          | 長沼誠   | 9.8%   |
| 第6集                                                         | 2014年8月20日 |        | 深澤正樹          | 長沼誠   | 9.5%   |
| 第7集                                                         | 2014年8月27日 |        | 及川真實 渡邊雄介 | 長沼誠   | 9.9%   |
| 第8集                                                         | 2014年9月3日  |        | 夏川朋子          | 山下學美 | 8.9%   |
| 第9集                                                         | 2014年9月10日 |        | 渡邊雄介          | 佐藤東彌 | 11.4%  |
| 第10集 - (最終回)                                             | 2014年9月17日 |        | 渡邊雄介          | 長沼誠   | 12.2%  |
| 平均收視率: 11.3%（收視率來自Video Research對關東地區的調查） |               |        |                   |          |        |

- 第1集與第10集播映時間延長10分鐘（日本時間 22:00 - 23:10）。

## 電影
2014年8月6日，電視台公布將會電影化的消息。《電影 ST 紅與白的搜查檔案》將於2015年1月10日在日本上映。電影繼續由藤原龍也、岡田將生主演，佐藤東彌執導。電影故事將會延續電視劇結局繼續展開，而電影亦會與電視劇平行拍攝，主要演員的拍攝工作已於九月初完成，而所有拍攝亦於九月下旬全部完成。

### 演出角色

#### 警視廳科學特別搜查班 （ST）
- 赤城左門（法醫學專門、領導）：藤原龍也
- 百合根友久（隊長）：岡田將生
- 青山翔（犯罪心理學專門）：志田未来
- 結城翠（物理學專門）：蘆名星
- 黑崎勇治（化學專門）：窪田正孝
- 山吹才藏（化學專門）：三宅弘城

#### 警視廳刑事部搜查一課
- 菊川吾郎（搜查官）：田中哲司
- 筒井桃子（菊川的拍檔）：柴本幸
- 牧村真司（搜查官）： 水上劍星
- 池田草介（管理官、與百合根同期）：林遣都
- 松戶紫織（理事官、ST監查役）：瀨戶朝香
- 三枝俊郎（原参事官、Cafe'3店主）：渡部篤郎

#### 電影版新增人物
- 鏑木徹：中山裕介[9]
- 堂島菜緒美：安達祐實[10]
- 堂島椿：鈴木梨央

### 工作人員
- 原作：今野敏《ST 警視廳科學特搜班》系列（講談社文庫刊）
- 編劇：渡邊雄介
- 音樂：木村秀彬
- 導演：佐藤東彌
- 主題曲：Funky加藤 《太陽》（DREAMUSIC）
- 製作幹事：日本電視台
- 製作公司：日本電視台 AXON
- 電影發行：東寶株式會社
- 製作：電影「ST 紅與白的搜查檔案」製作委員會（日本電視台、Horipro、東寶、STARDUST PICTURES、講談社、VAP、博報堂DY Media Partners、日本電視系全國28間電視台）

## 外部連結
- 2013年單發電視劇版官方網站（页面存档备份，存于）（日語）
- 2014年連續電視劇版官方網站（页面存档备份，存于）（日語）
- 2015年電影版官方網站（页面存档备份，存于）（日語）
- 電視劇版及電影版官方推特（页面存档备份，存于）（日語）
- 緯來日本台官方網站（页面存档备份，存于）（繁體中文）
- 豆瓣电影上《ST～警視庁科学特捜班～》的資料 （简体中文）
- 时光网上《ST 红与白的搜查档案(2014)》的資料（简体中文）
- 时光网上《电影 ST 红与白的搜查档案》的資料（简体中文）

| 日本電視台 日本電視台週三連續劇                 | 日本電視台 日本電視台週三連續劇                      | 日本電視台 日本電視台週三連續劇 |
| ----------------------------------------------- | ---------------------------------------------------- | ------------------------------- |
|                                                 | ST 紅與白的搜查檔案 （2014年7月16日－2014年9月17日） |                                 |
| 花咲舞無法沉默 （2014年4月16日－2014年6月18日） | 今天不上班 （2014年10月15日－2014年12月17日）        |                                 |

| 香港 ViuTV 星期日 10:30 - 11:30 · 4月17日及7月3日 10:15 - 11:30 · 6月5日及19日 暫停播映                   | 香港 ViuTV 星期日 10:30 - 11:30 · 4月17日及7月3日 10:15 - 11:30 · 6月5日及19日 暫停播映 | 香港 ViuTV 星期日 10:30 - 11:30 · 4月17日及7月3日 10:15 - 11:30 · 6月5日及19日 暫停播映 |
| --- | --------------------------------------------------------------------------------------- | --------------------------------------------------------------------------------------- |
| | ST 紅與白的搜查檔案 （2016年4月17日－2016年7月3日）                                     |                                                                                         |
| 寶狄與好友之超原能星戰（10:30-11:00） （2016年4月10日）美少女戰士CRYSTAL（11:00-11:30） （2016年4月10日） | 零的真實 （2016年7月10日－2016年8月28日）                                               |                                                                                         |
| 星期五 13:00 - 15:15                                                                                      |                                                                                         |                                                                                         |
| 2016年6月24日 智富通（12:55 - 13:30） 衛子夫（13:30 - 14:30） 「煮」角（14:30 - 15:30）                   | ST 警視廳科學特搜班 （2016年7月1日）                                                    | 2016年7月8日 智富通（12:55 - 13:30） 衛子夫（13:30 - 14:30） 「煮」角（14:30 - 15:30）  |

| 台灣 緯來日本台 週一至週五 23:00 - 00:00 | 台灣 緯來日本台 週一至週五 23:00 - 00:00                                     | 台灣 緯來日本台 週一至週五 23:00 - 00:00 |
| ---------------------------------------- | ---------------------------------------------------------------------------- | ---------------------------------------- |
|                                          | ST破案天團特別篇 （2017年7月25日－26日）ST破案天團 （2017年7月27日－8月9日） |                                          |
| 貴族偵探 （2017年7月10日－7月24日）      | CRISIS 危機英雄 （2017年8月11日－8月23日）                                   |                                          |